# Jaime Plá y Plá
Jaime Plá y Plá (Calella, 17 de noviembre de 1899-Huesca, 11 de agosto de 1991) fue un técnico agrícola que destacó en su faceta política como alcalde de San Esteban de Litera durante la Segunda República y presidente de la Diputación Provincial de Huesca durante el periodo radical-cedista (octubre de 1933-mayo de 1934).

## Biografía
A su llegada a San Esteban de Litera  para gestionar una finca agrícola, Jaime Plá se hizo consciente de la realidad social, económica  y cultural del que se convertiría en su pueblo de adopción, lo que se tradujo en una constante preocupación por la mejora de las condiciones de vida de los obreros y la modernización del sector agrícola. Además,  Plá fue el artífice de la creación de la Asociación Musical de San Esteban de Litera y de la fundación de la revista La Voz del Agrario. Importante fue su papel durante la epidemia de gripe de 1918, por la que recibió la Cruz de la Orden Civil de Beneficencia de Primera Clase con distintivo morado y blanco. La labor de mejorar las condiciones de vida de los santistebenses se intensificó una vez que ocupó la alcaldía, centrado sobre todo en conseguir infraestructuras básicas y mejorar el sistema educativo de sus convecinos. 
Plá compaginó durante unos meses sus funciones de alcalde de San Esteban de Litera con las de presidente de la Diputación Provincial de Huesca, de cuya gestión destaca sin duda el impulso que dio al nuevo Hospital Provincial de Huesca (hoy denominado Sagrado Corazón de Jesús).
Hombre polifacético y de gran nivel cultural, Plá ejerció como corresponsal de El Diario de Lérida en la guerra de Marruecos, al que envió crónicas y fotografías y, una vez jubilado, escribió textos de temática variada, alguno de los cuales obtuvo premios en concursos literarios. En su estancia en la prisión de Huesca, en la que permaneció hasta 1942 como consecuencia de la sentencia del consejo de guerra al que fue sometido al concluir la contienda, escribió también algunas composiciones musicales.